# 愛護若
『愛護若』（あいごのわか）は、少年愛護若を主人公とする説経節、説経浄瑠璃の一つ。「愛護若民譚」を素材とすると考えられている。貴種流離譚の一種であり、山王信仰に密着した性格を持つ。
説経節の『愛護若』は六段構成で浄瑠璃の形式で、内容は前後2つの部分に分かれる。『苅萱』『山椒太夫』『葛の葉』『梅若』とともに五説経の一つとして親しまれ、後の浄瑠璃、歌舞、音曲への影響も大きい。

## 説経「愛護若」あらすじ
左大臣の二条蔵人清平夫妻には子がなく、初瀬観音に申し子を乞う。夢に菩薩が現れ、夫婦には子の無い宿因があるため断念せよと告げられるが、あきらめられずさらに祈ると、子を授けるが三つになった時に父母どちらかが死なねばならないと言われる。しかし、若が十三歳まで父母は健在で、訝しがった母が神仏にも偽りがあり、ましてや人間は噓を言って浮世を生きるものだと嘲り、初瀬観音は怒り母の命を奪う。父は再婚し、若は継母の雲井の前に邪恋を受けるが、それを拒んだため、雲井の前から盗人の汚名を着せられ、父に誤解され折檻されて縛られる。可愛がっていた猿（猿は山王権現の使いとして知られた）が助けようとするができず、亡き母が閻魔大王の計らいで、死んだ鼬の身体に魂を宿し縄を解き、伯父の阿闍梨のもとに行くように助言し、若は生家を出奔する。
放浪先で細工の夫婦に助けられるが、比叡山には女人禁制、三病者（らい病患者）禁制、一族細工（穢多）禁制が布かれており、夫婦は差別により比叡山に登ることを許されず、共に行くことができない。若はひとり、伯父である比叡山の阿闍梨に会うが（このとき13歳）、阿闍梨は若を天狗と思い込み、大勢で打擲する。痛めつけられた若は、比叡山の奴婢の田畑之介兄弟に粟の飯の施しを受ける。穴生の里の姥に桃を乞うが、姥は若を打擲しようとし、若は麻畑に隠れるが、風が吹いて姿が顕わになり、これに憤った若は里を呪う。助けてくれた人々への感謝と迫害への恨み言を自身の血で書き残し、比叡山東麓のきりうが滝で、「かみくら（神蔵）やきりうが滝へ身を投げる。語り伝へよ。松のむら立ち」と辞世の句を読み、阿弥陀如来の名号を唱え、西方浄土に導かれることを祈り、15歳で身投げする。残された小袖から身投げしたのが若であることが分かり、人々は遺書に気づき、罪を暴かれた継母の雲井の前は簀巻にされ川に沈められるが、死して大蛇となり若の遺骸を背に乗せて現れ、若への思いを遂げたと告げる。父の清平が若の後を追い、伯父の阿闍梨、その弟子、穴生の里の姥と、若に関わった人々が続いた。田畑之介、若の猿も死に、細工夫婦も湖に入水し、総勢108人が死んだ。これを大僧正が聞き、若は山王権現として祀られた。
説経の末尾では、若と若に殉じて死んだ108人を山王権現といわい、4月のあとの申の日に、叡山三千坊、三井寺三千坊、上坂本・下坂本・へいつぢ村を初め21村の氏子がお祭りをすると、日吉社の縁起が語られている。

## 解説
折口信夫は、説経『愛護若』の後半（若出奔以降の流離の物語）は、1734年成立の『近江輿地志略』に収められている「愛護若民譚」ほぼそのままであることを指摘し、さらに「愛護若民譚」と『厳神抄（ごんじんしょう）』等が伝える日吉社（天台宗と一体であった山王神道の本拠地）の大宮鎮座縁起との類似を指摘し、「愛護若民譚」は大宮鎮座縁起を基に成立したという見解を示している。民譚の大道寺田畑之介は、疲れ果てた大己貴神（日吉社の大宮に祀られた）を助け粟の飯で饗応した粟津の漁師田中恒世に対応しており、『近江輿地志略』によると、田中山王社は田畑の宮とも呼ばれ、大道寺田畑之介の霊が祭られており、日吉社の縁起にいう田中恒世と説経や民譚の大道寺田畑之介は、同じ社の祭神として世に知られていた。若が身を投げた神蔵は、日本の天台宗の祖最澄の生誕に関わる地であり、最澄の父がここで山神に祈願し、夢で子を授けられ母が懐妊したとされ、長じた最澄がここに日吉神宮寺を創建したと重要な地である。
『愛護若』は、神仏への祈願によって主人公が生まれ、苦難に満ちた放浪の末に死に、神仏に転生するという14世紀-17世紀初頭の「室町物語」と呼ばれる物語群の一つ。類似の室町物語に、「梅若伝承」「おぐり」「俊徳丸」「梵天国」などがあるであり、神仏の由来を語り、人間が苦難の末に神仏になる本地物の物語である。継母の恋文は説教節『しんとく丸』（俊徳丸伝説）の恋文と非常に似ているなど、説経「愛護若」の前半は説経もしくはそれ以前の文体をかなり残していると見られている。
関山和夫は、「『今昔物語』巻4の「狗拏羅太子眼を抉り法力に依りて眼を得たる語」により、日吉山王権現の本地物として仕組んだもの」としており、説教節『しんとく丸』の信徳丸のイメージも同じ話を前身とするとも言われる。
秋夜長物語、梅若伝承、愛護若には、高貴な生まれ、神の申し子、貴種流離、水辺での死、山王権現としての転生といった共通点があり、阪井芳貴は同根のものとみている。
中世の日吉の山王神（山王権現）は、「一稚児二山王」といわれるように、稚児を本地、山王を垂迹とした童形の神として現れるようになっており、折口信夫は愛護若についての論考で、童形・稚児姿で現れることが水の信仰と関連すると指摘してており、愛護若伝承を「穴太部が行った山の聖水の禊ぎと関連した古物語」をみなしている。山王神は若の両親の夢に童子の姿で現れている。若の出自、二条家の宝物が牛馬の鞍であること、若が可愛がっていた猿も水神の性質を持つこと、若を助けた田畑之介等の名が農事関連である事から、若に水神の性格があることが指摘されている。
若が身を投げた「きりうが滝」は『近江輿地志略』によると「飛龍滝」の異称であり、『拾遺都名所図会』（1787年）に収められた「飛龍滝」「飛龍童子」の伝承は愛護若の原型の一端と考えられている。弘法大師が入山の際に神童に会い、神童は当山の守護神と名乗り、三密の秘法を修め、王城を鎮護し、衆生を救うよう命じ、飛龍と化して滝に入り、弘法大師はこれを飛龍権現として崇めたという。若が「きりうが滝」すなわち「飛龍滝」に身を投げ山王権現として祀られるという物語には、こうした飛龍童子にまつわる信仰がベースにあると指摘されている。弘法大師が入山の際に会った神童は、童形神とされた十禅師ともみなされていた。また鈴木宏昌は、山王祭において「みあれ（生誕）」する神について有力な説に熊野若一王子垂迹説があり、このみあれする王子宮の御真影は16歳ほどの童形神とされ、15歳で死んだ愛護若と重なり合うものがあるとしている。
山本ひろ子は、桓武天皇が龍神と化して岩阿橋（橋の下に「神蔵之滝」「飛龍池」「不動滝」と呼ばれる拝地があり、「飛龍池」は飛龍滝の滝壺と考えられている）の下で仏法を守護しているという伝承、八王子権現が修行時代に岩阿橋の下の神蔵之滝に身を投げたという伝承があり（「飛龍滝」「神蔵之滝」「不動滝」は岩阿橋を拠点に一体視されていた）、これらが愛護若の源泉の一つとなっていると述べている。また、岩阿橋の下には若が死の前に小袖を掛けたという「衣掛岩」があるが、 鈴木宏昌はこの根底には、巨岩を神の降臨石とみる磐座信仰を基盤とする山王垂迹思想があるとみている。衣掛岩などの愛護若の旧跡には、龍神伝承と不動尊信仰の存在が色濃く見られる。
鈴木宏昌は、若の入水自殺には、修験道の捨身行が投影されているという見解を示し、滝壺に不動明王を見、滝壺に飛び降りることでこれと一体化するといった行法を信仰的基盤としている可能性を述べている。父含めた108人の入水投身は、それぞれの罪を背負い、山王権現たる若の怒りを和らげるためであるが、捨身行の投影としてみれば、民衆のそれぞれの罪を贖うものと言えるとしている。また、捨身行に浄土教の立場が結合しており、天台浄土教の思想に基づいた入水往生の場面であるのだという。108という数は、山王百八社、百八の煩悩を意味すると思われる。
細工の夫婦の仕事は愛護若民譚では「革細工」と特定されており、室木弥太郎は、「革細工の小次郎という穢多は鴨川の川原者らしく思われるが、これが伝話に結びついているのはいかにもそぐわない感じがする。」としつつも、説経の人々は大津の蝉丸宮を拠り所にしていたが、この蝉丸宮は、「京の寺内という穢多（頭は与次郎といわれたらしい）と結びついており、またどういうわけか、穴太に近い志賀里と深い関係があり、坂本の穢多が来って神輿をかつぐというから、深い来由があるのであろう。」と述べている。
継母玉手御前の継子俊徳丸への邪恋から始まる浄瑠璃『摂州合邦辻（せっしゅうがっぽうがつじ）』（1773年初演）は、『愛護若』の継母から継子への邪恋の要素と俊徳丸伝説を基に作られたと考えられている。